# Lebeckia acanthoclada
Lebeckia acanthoclada är en ärtväxtart som beskrevs av Moritz Kurt Dinter. Lebeckia acanthoclada ingår i släktet Lebeckia och familjen ärtväxter. Inga underarter finns listade i Catalogue of Life.